# Vz.22
Pistole vz. 22 - чехословацький пістолет міжвоєнного періоду

## Історія
Пістолет CZ 1922 створений на основі моделі Mauser 1916 інженера Йозефа Никл, переробленому під спеціальний патрон. 
Розробка зброї почалася в 1920 році. Хоча пістолет CZ 1922 і стріляв спеціальними патронами, які не производившимися в Чехословаччині, з причини своєї надійності і високої влучності стрільби міністерство оборони оформило замовлення на нього, а після деяких удосконалень 19 червня 1922 року ухвалив на озброєння під ім'ям Pistole vz. 22.
Однак досвід його експлуатації виявив ряд недоліків, і вже в 1924 році на озброєння був прийнятий його варіант Vz.24. 

## Країни - експлуатанти
- Чехословаччина
- Словаччина